# Gruppo Sportivo Fini Modena
Il Gruppo Sportivo Fini Modena fu una società pallavolistica femminile di Modena.

## Storia della società

Una formazione della Fini Modena Campione d'Italia 1969

Sorto con il nome FARI Virtus Modena all'interno dell'oratorio di Sant'Agostino, il piccolo club, nella sua breve storia, riuscì a raggiungere in pochi anni i vertici della pallavolo femminile italiana. Nel 1966 ottenne la promozione in Serie A e la sponsorizzazione dell'industria alimentare Fini, che permise alla squadra di potenziare il suo organico tanto da lottare immediatamente per lo scudetto; ad allenare la giovane compagine nelle stagioni successive fu Loredana Lugli, già vincitrice di vari campionati da allenatrice e da giocatrice con Audax Modena e Muratori Vignola. In massima serie la Fini incrociò più volte le concittadine Cabassi e Indomita Minelli.
Dopo un buon terzo posto all'esordio (1966-67) e una rocambolesca sconfitta allo spareggio per la prima posizione (1967-68) contro la Max Mara Reggio Emilia (da 2-0 a 2-3), nella stagione 1968-69 la Fini s'impose senza subire alcuna sconfitta. Altri tre titoli arrivarono nel 1969-70, nel 1971-72 e nel 1972-73. Fu al termine di quel brillante campionato che il club, imbattuto da oltre due anni, si sciolse per problemi economici dopo aver ottenuto, in sette stagioni, quattro titoli e due secondi posti.

## Palmarès
- Campionato italiano: 4

1968-69, 1969-70, 1971-72, 1972-73

## Fonti e bibliografia
- Archivio storico della Gazzetta dello Sport, su archiviostorico.gazzetta.it.
- Filippo Grassia e Claudio Palmigiano (a cura di). Almanacco illustrato del volley 1987. Modena, Panini, 1986.